# ぼくはヒーロー
「ぼくはヒーロー」は、NHKの音楽番組『みんなのうた』で、2019年2月・3月に放送された楽曲。作詞・作曲：成本智美&近藤圭一、編曲：近藤圭一、歌：宮野真守。